# Dekanat Prachatice
Dekanat Prachatice – jeden z 10 dekanatów diecezji czeskobudziejowickiej w Czechach. W jego skład wchodzi 37 parafii. 

## Lista parafii
| Lp. | Miejscowość             | Parafia                                        |
| --- | ----------------------- | ---------------------------------------------- |
| 1   | Bohumilice              | Parafia Trójcy Przenajświętszej                |
| 2   | Cudrovice               | Parafia Ukoronowania Najświętszej Maryi Panny  |
| 3   | České Žleby             | Parafia św. Anna                               |
| 4   | Čkyně                   | Parafia św. Marii Magdaleny                    |
| 5   | Dub                     | Parafia Rozesłania Apostołów                   |
| 6   | Frantoly                | Parafia św. Filipa i św. Jakuba                |
| 7   | Horní Vltavice          | Parafia Świętej Rodziny i św. Jana Nepomucena  |
| 8   | Husinec                 | Parafia Podwyższenia Krzyża Świętego           |
| 9   | Chroboly                | Parafia Narodzenia Najświętszej Maryi Panny    |
| 10  | Knížecí Pláně           | Parafia św. Jana Chrzciciela                   |
| 11  | Korkusova Huť           | Parafia Podwyższenia Krzyża Świętego           |
| 12  | Křišťanov               | Parafia Najświętszego Imienia Jezus            |
| 13  | Ktiš                    | Parafia św. Bartłomieja                        |
| 14  | Kvilda                  | Parafia św. Stefana                            |
| 15  | Lažiště                 | Parafia św. Mikołaja                           |
| 16  | Lhenice                 | Parafia św. Jakuba Starszego Apostoła          |
| 17  | Lštění                  | Parafia św. Wojciecha                          |
| 18  | Němčice                 | Parafia św. Mikołaja                           |
| 19  | Netolice                | Parafia Wniebowzięcia Najświętszej Maryi Panny |
| 20  | Nicov                   | Parafia św. Marcina                            |
| 21  | Nové Hutě               | Parafia Najświętszego Serca Jezusowego         |
| 22  | Pěkná                   | Parafia św. Anny                               |
| 23  | Prachatice              | Parafia św. Jakuba Starszego Apostoła          |
| 24  | Stachy                  | Parafia Nawiedzenia Najświętszej Maryi Panny   |
| 25  | Strážný                 | Parafia Trójcy Przenajświętszej                |
| 26  | Strunkovice nad Blanicí | Parafia św. Dominika                           |
| 27  | Svatá Maří              | Parafia św. Marii Magdaleny                    |
| 28  | Šumavské Hoštice        | Parafia św. Filipa i św. Jakuba                |
| 29  | Vacov                   | Parafia św. Mikołaja                           |
| 30  | Vimperk                 | Parafia Nawiedzenia Najświętszej Maryi Panny   |
| 31  | Vitějovice              | Parafia św. Małgorzaty                         |
| 32  | Vlachovo Březí          | Parafia Zwiastowania Pańskiego                 |
| 33  | Volary                  | Parafia św. Katarzyny                          |
| 34  | Záblatí                 | Parafia Męczeństwa św. Jana Chrzciciela        |
| 35  | Zbytiny                 | Parafia św. Wita                               |
| 36  | Zdíkovec                | Parafia Świętych Apostołów Piotra i Pawła      |
| 37  | Želnava                 | Parafia św. Jakuba Starszego Apostoła          |